# Península Jenesta
La península Jenesta se encuentra en la costa norte de la Isla de Borbón del archipiélago de las Malvinas. Administrativamente pertenece al departamento Islas del Atlántico Sur de la provincia de Tierra del Fuego, Antártida e Islas del Atlántico Sur.
Esta península se ubica al oeste de la bahía Elefante Marino en cuyo fondo se encuentra el asentamiento de puerto Calderón, donde se desarrollaron acciones bélicas durante la guerra de las Malvinas de 1982.
El extremo norte de este accidente geográfico es uno de los puntos que determinan las líneas de base de la República Argentina, a partir de las cuales se miden los espacios marítimos que rodean al archipiélago.